# 四川苏铁
四川苏铁，又稱南盤江蘇鐵、貴州蘇鐵、仙湖苏铁，为苏铁科苏铁属的植物，是中国的特有植物。分布在中国大陆的四川峨眉山、雅安、乐山及福建南平等地，常生长在山谷溪边，目前尚未由人工引种栽培。
其种加词“szechuanensis”意为“四川的”。